# Otostephanos kostei
Otostephanos kostei is een raderdiertjessoort uit de familie Habrotrochidae. De wetenschappelijke naam van deze soort is voor het eerst geldig gepubliceerd in 1972 door Donner.